# Atalaia (Vila Nova da Barquinha)
Atalaia é uma povoação portuguesa sede da Freguesia de Atalaia do município de Vila Nova da Barquinha, freguesia com 14,39 km² de área e 1734 habitantes (censo de 2021), tendo, por isso, uma densidade populacional de 120,5 hab./km².

## História

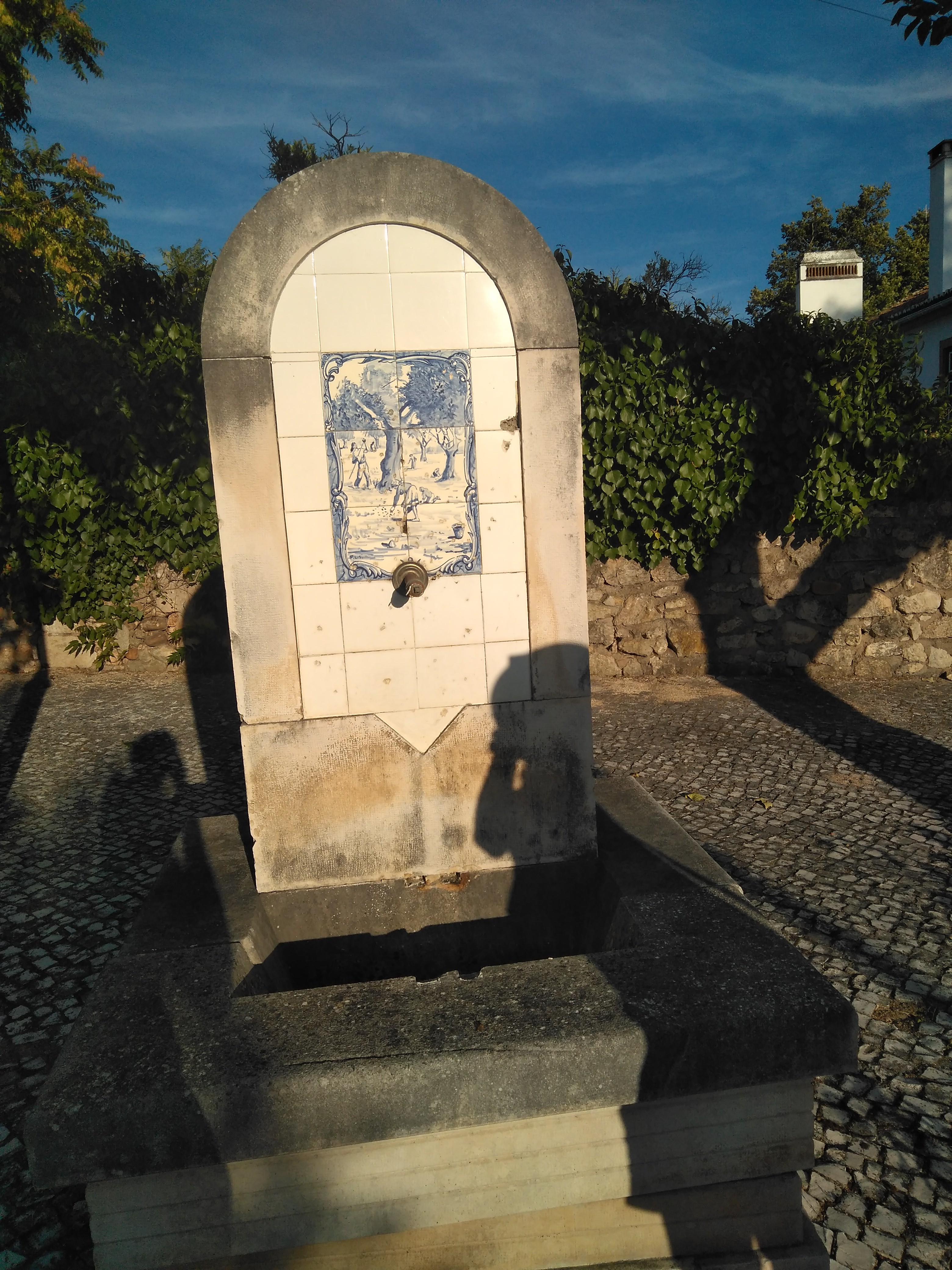
Fonte

Foi vila e sede de concelho entre 1213 e 1839. O concelho era constituído apenas pela vila.
Pelo decreto n.º 12 192, de 25/08/1926, foram desanexados lugares desta freguesia para constituir a do Entroncamento.

## Demografia
Nota: Pelo decreto n.º 12 192, de 25/08/1926, foram desanexados lugares desta freguesia para constituir a do Entroncamento.
A população registada nos censos foi:
| Distribuição da População por Grupos Etários | Distribuição da População por Grupos Etários | Distribuição da População por Grupos Etários | Distribuição da População por Grupos Etários | Distribuição da População por Grupos Etários |
| -------------------------------------------- | -------------------------------------------- | -------------------------------------------- | -------------------------------------------- | -------------------------------------------- |
| Ano                                          | 0-14 Anos                                    | 15-24 Anos                                   | 25-64 Anos                                   | > 65 Anos                                    |
| 2001                                         | 238                                          | 234                                          | 982                                          | 281                                          |
| 2011                                         | 227                                          | 162                                          | 903                                          | 405                                          |
| 2021                                         | 232                                          | 171                                          | 862                                          | 469                                          |

## Património
- Igreja da Atalaia, com pórtico renascença e um conjunto interno a que dão realce azulejos do princípio do século XVII.

## Personalidades ilustres
- Conde de Atalaia